# Breitenstein (Otzberg)
Der Breitenstein ist ein Berg im Landkreis Darmstadt-Dieburg im nördlichen Odenwald. Seine Basalt-Kuppe entstand durch Vulkanismus.

## Geographische Lage
Der Breitenstein befindet sich etwa 1 km südwestlich von Ober-Klingen, Ortsteil der Gemeinde Otzberg im südhessischen Landkreis Darmstadt-Dieburg. Er gehört zum Teilgebiet 231.13 Südliche Reinheimer Buckel des Naturraums Reinheimer Hügelland und liegt 3 km südwestlich des erloschenen Vulkans Otzberg.

## Entstehung
Vor etwa 50 Millionen Jahren begann sich die Erdkruste nördlich der Alpen als Folge der Alpen-Gebirgsbildung in Ost-West-Richtung zu dehnen. Mit dem dabei einbrechenden Oberrheingraben entstand eine Vielzahl von Verwerfungssystemen, die als Aufstiegsbahnen für Gesteinsschmelzen aus über 50 km Tiefe dienten. Diese stiegen bis an die Erdoberfläche und bildeten in der Zeit vor 48 Millionen Jahren aktive Vulkane in der Reinheimer Bucht, bei Roßdorf und Messel. Nach einer Ruhephase wurden diese Störungen vor etwa 22 Millionen Jahren erneut aktiv und waren Aufstiegsbahnen für Laven des Otzbergs und des Breitensteins. Das eigentliche Vulkangebäude wurde später durch Erosion wieder abgetragen, nur sein Schlotbereich wurde dabei wegen der großen Härte des Gesteins als Kuppe herauspräpariert. Von Geologen wird der Breitenstein zuweilen auch als „kleiner Bruder“ des Otzbergs bezeichnet.

## Besonderheit

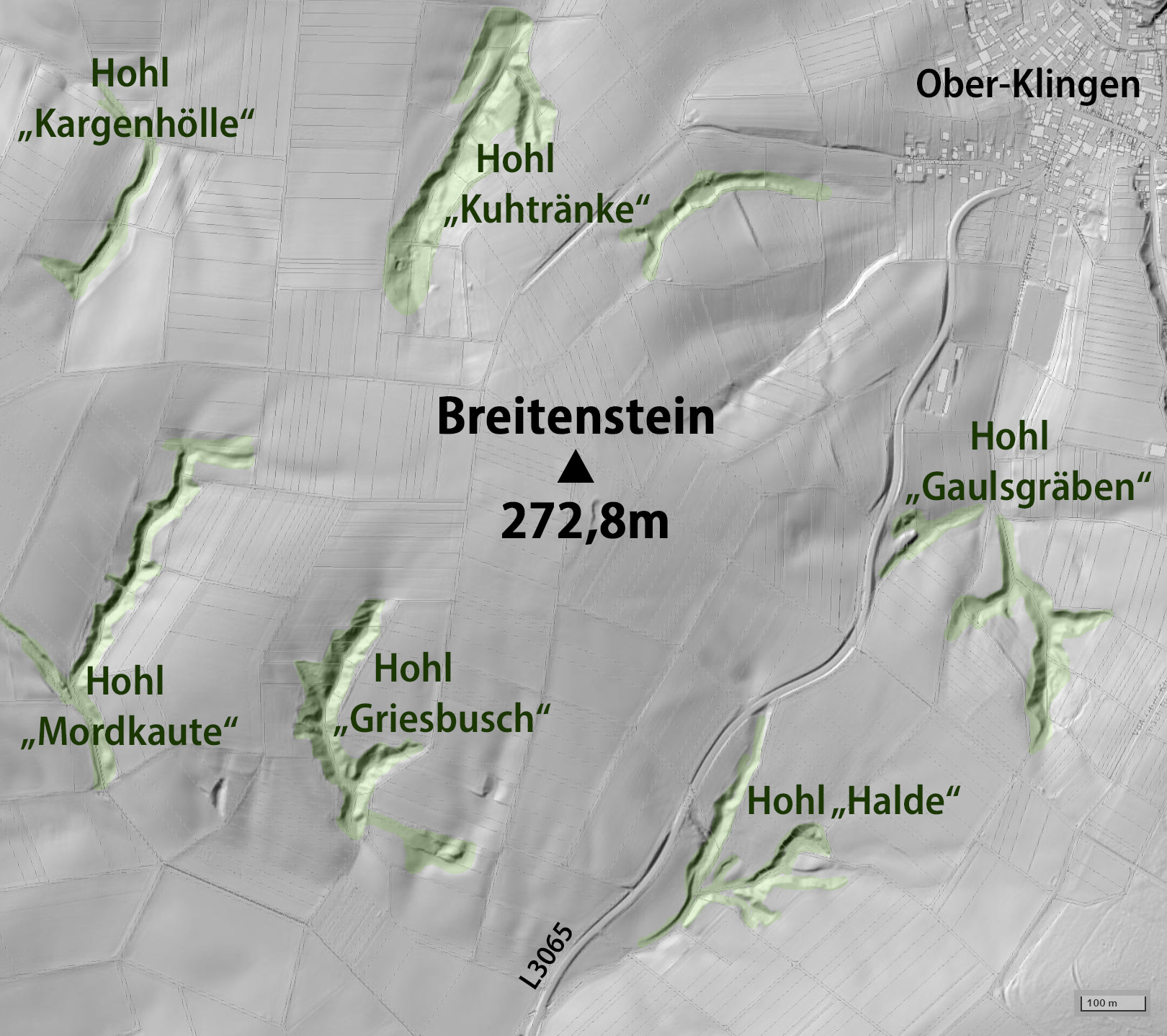
Die Löss-Schluchten „Klinger Rechen“ am Breitenstein

Rund um den Breitenstein befinden sich mehrere, bis zu 12 Meter tiefe Schluchten in dessen Flanken. Die in der Region auch als Klinger Rechen bekannten, bewaldeten Schluchten sind durch eine Verordnung aus dem Jahr 1959 als flächenhafte Naturdenkmale ausgewiesen und wegen ihrer geologischen und ornithologischen Bedeutung unter Schutz gestellt.
Der Ursprung der als „Hohlen“ bezeichneten Schluchten wird auf Auswaschungen des Löss-Bodens durch Grund- und Oberflächenwasser zurückgeführt. Die Löss-Schluchten rund um den Breitenstein:
- Hohl Kuhtränke
- Hohl Gaulsgräben
- Hohl Halde
- Hohl Griesbusch
- Hohl Mordkaute
- Hohl Kargenhölle

Siehe auch: Liste der Naturdenkmale in Otzberg